# Ivan Marković
Ivan Marković (ur. 20 czerwca 1994 w Belgradzie) – serbski piłkarz występujący na pozycji napastnika, obecnie bez klubu. Wychowanek Partizana, w swojej karierze grał także w takich zespołach jak Korona Kielce, CSKA Sofia oraz APO Lewadiakos. Brat bliźniak Vanji.

## Statystyki kariery
(aktualne na dzień 28 stycznia 2016)
| Klub               | Sezon              | Liga               | Liga  | Liga   | Puchar kraju | Puchar kraju | Europa | Europa | Suma  | Suma   |
| Klub               | Sezon              | Liga               | Mecze | Bramki | Mecze        | Bramki       | Mecze  | Bramki | Mecze | Bramki |
| ------------------ | ------------------ | ------------------ | ----- | ------ | ------------ | ------------ | ------ | ------ | ----- | ------ |
| Korona Kielce      | 2012/13            | Ekstraklasa        | 0     | 0      | 0            | 0            | –      | –      | 0     | 0      |
| Korona Kielce      | 2013/14            | Ekstraklasa        | 0     | 0      | 0            | 0            | –      | –      | 0     | 0      |
| CSKA Sofia         | 2013/14            | A PFG              | 10    | 1      | 0            | 0            | –      | –      | 10    | 1      |
| CSKA Sofia         | 2014/15            | A PFG              | 2     | 1      | 0            | 0            | 0      | 0      | 2     | 1      |
| APO Lewadiakos     | 2015/16            | Superleague        | 4     | 0      | 2            | 1            | –      | –      | 6     | 1      |
| Ogólnie w karierze | Ogólnie w karierze | Ogólnie w karierze | 16    | 2      | 2            | 1            | 0      | 0      | 18    | 3      |